# 기쿠스이야마역
기쿠스이야마역(일본어: 菊水山駅, きくすいやまえき)은 일본 효고현 고베시 기타구에 있는 고베 전철의 역이다. 2005년 3월 26일부터 영업이 정지되었으며 역 번호도 본 역에서는 실시되지 않는다.

## 개요
해발 173m로, 롯코 산 속의 녹색 깊은 산 중턱에 있는 역으로써 "비경역"으로 여겨왔다.
주변에 주거 시설이 거의 없는 산중에 있어 이용객이 극단적으로 적었다. 이로 인하여, 본 역에는 스즈란다이 역이 종점 등의 구간 열차가 2시간에 1개 정도 정차할 뿐으로(니시스즈란다이 역 회송 열차가 감소한 2001년 6월 개정 이후에는 예외적으로 아리마온센 역, 시지미 역, 오시베다니 역 발착의 보통 열차 일부 정차) 이외의 보통 열차는 정차하지 않고 정차하는 열차에 대해서도 약간의 시간은 피리를 불지만 문을 열었다 닫은 순간에는 닫고 발차하는 상태였다. 인근의 고베 전철 주요 역으로는 기쿠스이 산 통과 열차에 대해서 기쿠스이 산에 멈추지 않는 사실을 방송하고 본 역 정차 열차에 한해 "각역 정차"라고 안내했다.
무인역으로, 자동 개찰 등의 설비를 일체 갖추지 않아 하차할 때는 차장 또는 운전사에게 차표를 주고 승차할 때는 차장에게 수기 승차 증명서를 받아 하차역에서 운임 정산을 하였다.
가끔 텔레비전 드라마의 촬영 등에도 사용되고 있었다.

## 역 구조
상대식 승강장 2면 2선의 지상역이다. 승강장 유효 길이는 5량분으로 무인역이다.
역 출입구는 상행(신카이치 방면) 승강장의 북쪽(스즈란다이 방면)에 접속했고 하행 승강장(스즈란다이 방면)과 출구 또는 상행 승강장을 오가려면 승강장 북쪽에 있는 구내 건널목을 이용하였다.
상행 승강장에만 지붕 달린 간이적인 대기소가 있고 벤치가 설치되어 있었다. 역사는 존재하지 않았지만 용도 불명의 작은 가건물이 있었다. 자동 매표기 및 스루카 KANSAI 관련 기기는 끝까지 설치되지 않았다.
역 출입구에서 계단과 길을 100m정도 가면 가라스하라카와 변의 시도로 나오게 된다.

### 승강장
| 역사측 | ■ 아리마 선(하행) | 스즈란다이・다니가미・아리마구치・아리마온센・요코야마・미타・니시스즈란다이・고바타・오시베다니・시지미・에비스・미키・오노・아오 방면 |
| 반대측 | ■ 아리마 선(상행) | 미나토가와・신카이치 방면 |

## 역 주변
주변에는 여러채의 민가들이 있다.
- 기쿠스이 산
- 기쿠스이 골프 클럽
- 이시이 댐

## 역사
아리마 선 건설 당시 가장 어려운 구간으로 한쪽에 가라스하라 강, 한쪽은 급경사에서 복잡한 화강암질 산허리의 절개 터널 공사도 있었다. 2008년에는 수해 대책으로 건설된 이시이 댐도 완성하였고 댐 건설 과정에서 노선의 교체가 이루어져 기쿠스이 산 역 북쪽에는 구선의 터널도 남아 있다.
- 1940년 10월 5일: 고베 아리마 전기철도의 역으로 영업 개시.
- 1947년 1월 9일: 미키 전기철도 회사의 합병으로 신아리미키 전기철도의 역이 됨.
- 1949년 4월 30일: 회사명 변경에 의하여 고베 전기철도의 역이 됨.
- 1988년 4월 1일: 회사명 변경에 의하여 고베 전철의 역이 됨.
- 2005년 3월 26일: 영업 정지.

## 영업 정지 이후 상황
현재도 플랫폼은 남아 있지만 역 플랫폼 밑의 입구 계단은 펜스로 막혀 있고 승강장 및 구내 건널목 등으로 오를 수는 없다. 또한, 근처의 시도 모두 부착되어 차로 갈 때는 가능하지만 경로의 복잡함과 노폭이 좁고, 주차 공간이 없는 관계로 일요일이나 휴일의 낮에는 택시나 소형 차량 외 통행 구간이 있는 등, 도달하기 어렵다.
사실상 "간이역"이지만, 간이역으로 취급할 경우 경영 상황이 나쁜 고베 전철에는 철거 비용 부담이 중하기 때문에 철거를 할 수 없는 상태에 있다. 이 때문에, 표면 상으로는 어디까지나 "휴지"의 형태를 취하고 있다.

## 인접역
| 고베 전철 아리마 선        | 고베 전철 아리마 선                        | 고베 전철 아리마 선                    |
| -------------------------- | ------------------------------------------ | -------------------------------------- |
| 히요도리고에 신카이치 방면 | 보통(2005년 3월 25일까지 일부 열차만 정차) | 스즈란다이 산다・아오・아리마온센 방면 |